# Biofilm
Biofilm je skupek mikroorganizmov in njihovih zunajceličnih produktov kot vezni člen, ki so običajno pritrjeni na biogeno ali abiogeno podlago.
Večina mikroorganizmov v naravi ima dva načina rasti, rast v planktonski obliki in rast v obliki biofilma. Slednja je predlagana kot prevladujoč način življenje mikroorganizmov v naravi. Kompleksne bakterijske združbe so tiste, ki so odgovorne za biogeokemične cikle, ki vzdržujejo celotno biosfero. Šele pojav novejših metod, tehnik, ki omogočajo natančnejše in neinvazivno opazovanje in vrednotenje, je omogočil jasnejši vpogled v kompleksnost in lastnosti biofilmov. Tako je mogoče opazovati bakterijske združbe v samih habitatih, kjer biofilmi delujejo kot kooperativna celota kompleksne narave.

## Razvoj biofilma
Stopnje razvoja bakterijskega biofilma so: 
1. povratna (reverzibilna) pritrditev mikrobnih celic
2. nepovratna (ireverzbilna) pritrditev
3. bujna rast mikrobnih celic in razvoj mikrobne kolonije
4. razvoj zrelega biofilma
5. delni razkroj biofilma in sprostitev mikrobnih celic. Te mikrobne celice poiščejo nove površine za naselitev in ponovni razvoj biofilma.

Razvoj biofilmov obravnavamo tudi kot model diferenciacije, saj njihov razvoj zahteva usklajenost, komunikacijo (»quorum sensing«) in interakcije med mikrobnimi vrstami ali vrsto v samem biofilmu. Biofilmi torej predstavljajo biološki sistem z visoko stopnjo organizacije, kjer bakterijske populacije tvorijo urejene in funkcionalne združbe.
Eden ključnih mehanizmov pozicioniranja mikroorganizmov je pritrditev na podlago. S tem se omogoči večja interakcija med samimi celicami ter tudi sama stopnja sedimentacije. Šele pritrjene celice lahko oblikujejo združbe. To prispeva k ohranjanju bakterij v določenih nišah, s tem se zagotovi preživetje in lažje razmnoževanje.
Po neločljivi pritrditvi na površino so nekateri mikroorganizmi sposobni ustvariti zaščitne plasti iz eksopolisaharidov (EPS). Nastali EPS oteži postopke čiščenja, dezinfekcije in delovanja antibiotikov. Poleg zaščitne vloge imajo EPS pomembno vlogo pri zadrževanju hranilnih snovi, potrebnih za vzdrževanje in širjenje biofilmov. Čeprav EPS varuje mikroorganizme pred zunanjimi vplivi, je prepustna za transport hranilnih snovi in kisika iz okolice, v nasprotni smeri pa vrača razgradne snovi in ogljikov dioksid. Ugotovili so obstoj t. i. vodnih kanalčkov, preko katerih se z okolico izmenjujejo hranilne snovi, presnovki ter plini.
Da se posamezni del biofilma loči, so potrebni bakterijski encimi. Procesom ločevanja od površine pripomorejo intenzivnost pretoka in vrtinčenje tekočin na površini biofilma, prisotnost kemičnih snovi v tekočini in spremembe na površini materiala, na katerem raste biofilm.
Struktura biofilma je odvisna od površja, od podlage na kateri se nahaja, zgradbe, dostopnosti hranil, pozicije mikrobnih združb in hidrodinamike (spreminjanje glede na smer in jakost toka). Biofilm je dinamična struktura, ki se lahko prilagaja spremembam v okolju.

## Metode raziskovanja
Sprva so za proučevanje uporabljali predvsem elektronsko mikroskopijo, ki je omogočila natančen vpogled v strukturo, vendar pa se pri pripravi preparatov vzorci dehidrirajo, pri čemer pride do sesedanja in s tem do zakritja dejanske strukture. Velik pomen je imel razvoj novejših tehnik kot je vrstična konfokalna laserska mikroskopija (CLSM), ki je omogočila neinvazivno preiskovanje struktur in s tem razumevanje funkcij biofilmov, ter tudi gojitvenih metod (pretočne celice, mikrostati,  idr.), ki omogočajo kontinuirano gojenje biofilmov, simulacijo naravnega okolja in s tem preučevanje kompleksnejših procesov.
Fizikalno-kemijske metode:
- elektronska mikroskopija (SEM, TEM - invazivni)
- fluorescenčni mikroskop
- sipanje rentgenskih žarkov
- nuklearna magnetna resonanca (NMR)
- vrstična konfokalna laserska mikroskopija (CLSM)
- rRNA filogenetske analize (v kombinaciji s PCR)
- fluorescenčna barvila (akridin oranžno, fluorescein ...), encimsko označevanje
- fluorescenčna in-situ hibridizacija z označeno rRNA sondo
- mikrosenzorji, mikroelektrode
- programska oprema za analizo slik
- ATR-FTIR (atenuirana totalna reflektanca)
- elektroforetska mobilnost
- ultrasonična frekvenčno-domenska reflektometrija (UFDR)
- določanje proteinov po Lowry-ju

Gojitvene metode:
- kemostati
- mikrostati
- pretočne celice
- na objektnih stekelcih v pretočni komori
- kolonizacijske proge
- gojenje biofilmov v PVC-mikrotitrnih ploščah

## Biofilmi v industriji
Veliko raziskav je usmerjenih v preučevanje pomena bakterijskih biofilmov, saj v industrijskih procesih predstavljajo velik problem. Težave se kažejo v mehaničnih ovirah, slabšem prevajanju toplote, biološkem obremenjevanju kovinskih delov opreme in delov iz umetne snovi z mikroorganizmi, kar pomeni posebej v živilski industriji kontaminacije živil z mikroorganizmi.
V industrijskem okolju na videz gladke površine kovinskih in drugih delov (cevovodi, stroji, orodje,...) predstavljajo dobro podlago za razmnoževanje najrazličnejših mikroorganizmov. Zaradi biofilmov pride tudi do zmanjšanja pretokov medijev skozi cevovode (1,5 mm debel sloj biofilma zniža pretoke tudi do 42%).
Samo 1 mm debel sloj biofilma na cevovodih je enakovreden debelini 5 mm karbonatnih oblog. V praksi se po navadi oba negativna učinka - nalaganje mineralnih oblog in tvorba biofilma zelo dobro dopolnjujeta, saj mikroorganizmi v svoje strukture vgrajujejo tudi trdne sedimente in izločajo močno korozivne produkte.

### Preprečevanje nastajanja biofilmov
Nastanek biofilmov lahko preprečimo z uporabo naprave, ki s pomočjo električnega toka iz vode posrkajo velik del elektronov, kar uniči mikroorganizme. Prednost takega sistema preprečevanja nastajanja biofilmov je, da gre za reduktivno-oksidativni proces, ki povzroči razpad membrane mikroorganizmov in ti proti sistemu ne morejo razviti odpornosti.

## Biofilmi v medicini
Medicinski plastični, gumijasti in kovinski materiali se uporabljajo za izdelavo različnih medicinskih predmetov in protez. Veliko bakterijskih infekcij nastane zaradi bakterijske poselitve teh predmetov. Povzroča jih več bakterij naenkrat, vendar so prevladujoče bakterije tiste, ki uspevajo na koži, v črevesju in običajne bakterije iz okolja, ki večinoma povzročajo bolezni le pri osebah z okvarjenim imunskih sistemom. Soroden problem so zobne obloge.